# Kay Starr
Kay Starr (Dougherty, 1922. július 21. – Beverly Hills, 2016. november 3.), amerikai pop-, country- és dzsesszénekesnő. 
Az egyetlen fehér nő, aki bluest tud énekelni.

## Pályafutása
Apja irokéz indián volt, anyja pedig ír. Amikor Kay három éves volt, a család Dallasba költözött, ahol apja öntözőrendszereket építtetett be épületekbe. A  depressziós években, Mrs. Starks csirkéket kezdett tenyészteni az otthonuk mögötti tyúkólban. Kay itt kezdett el először énekelni kilenc évesen. Minden nap, amikor hazatért az iskolából, koncertet adott a csirkéknek. Nagynénje, aki felismerte tehetségét, és azt javasolta édesanyjának, hogy nevezze be a helyi rádió tehetségkutató versenyére.
Miután minden héten győztesen tért vissza, hetente háromszor, tizenöt perces rádióműsort adott heti három dollárért. A család három hónappal később Memphisbe költözött. Kiemelt énekes lett szombat esti jamboree programban. Katherine Starks ekkor változtatta meg a nevét Kay Starr-ra (a rajongói levelek állandó elírása miatt). 1937-1942 között a memphisi Peabody Hotelban énekelt John Venuti zenekarával. Közben olykor Bob Crosby és Glenn Miller zenekarával is szerepelt. Az első lemezfelvételei Glenn Millerrel készültek.
A középiskola befejezése után Los Angelesbe költözött. Wingy Manone, majd  Charlie Barnet zenekarával énekelt. Tüdőgyulladás és túlterhelés következtében egy  évet kihagyott, majd. 1947-ben leszerződött le a Capitol Recordshoz, azonban náluk némileg háttérbe szorult Peggy Lee, Ella Mae Morse, Jo Stafford és Margaret Whiting mögött.
1950 körül hallotta Pee Wee King country-énekes előadásában a „Bonaparte’s Retreat” című hegedűs előadását, aminek saját verzióját felvette Roy Acuff-fal, új szöveggel. Ez a lemez milliós eladási sikert ért el. Ebben az időben a kezdett a rock and roll hódítani. A korstílusra reagálva született „The Rock And Roll Waltz” című dal − egyesek szerint mint rock and roll paródiája.
1966-ban koncertturnéja volt az Amerikai Egyesült Államokban és az Egyesült Királyságban. Közben számos albumot készített független kiadóknál. 1966-ban koncertturnéja volt az Amerikai Egyesült Államokban és az Egyesült Királyságban. Közben számos albumot készített független kiadóknál.
rendszeresen szerepelt az NBC egyik tévéműsorában és több albumot is felvett. A nyolcvanas években Helen O’Connellel és Margaret Whitinggal együtt szerepelt a 3 Girls című revüben. 1993-ban Pat Boone-nal turnézott. 2001-ben Tony Bennettel született meg a „Blue and Sentimental” című száma, ami a Bennett Playin’ With My Friends: Bennett Sings The Blues albumon került kiadásra. Rendszeresen szerepelt az NBC egyik tévéműsorában és több albumot is felvett. A nyolcvanas években Helen O’Connelllel és Margaret Whitinggal együtt szerepelt a 3 Girls című revüben. 1993-ban Pat Boone-nal turnézott. 2001-ben Tony Bennettel született meg a „Blue and Sentimental” című száma, ami a Bennett Playin’ With My Friends: Bennett Sings The Blues albumon került kiadásra.
94 éves korában halt meg.

## Lemezek
- Allez-Vous-En (1953)
- Am I a Toy or a Treasure (1954)
- Bonaparte's Retreat (1950)
- Changing Partners (1953)
- Come On-A My House (1951)
- Comes A-Long A-Love (1952)
- Fool, Fool, Fool (1952)
- Fortune in Dreams (1954)
- Good and Lonesome (1955)
- Half a Photograph (1953)
- The Headless Horseman
- Hoop-Dee-Doo (1950)
- If You Love Me (1955)
- I'll Never Be Free (1950)
- I Waited A Little Too Long (1952)
- Kay's Lament (1952)
- Little Things Mean A Lot
- Mississippi (1950)
- My Heart Reminds Me (1957)
- Oceans of Tears (1951)
- Oh, Babe! (1950)
- Side by Side (1953)
- So Tired (1948)
- The Man Upstairs (1954)
- The Rock and Roll Waltz (1956)
- Wheel of Fortune (1952)
- When My Dreamboat Comes Home (1953)
- You Were Only Foolin' (1948)
- Baby Me (Kay Starrin laulama Glenn Millerin orkesterin levytys, 1939)

## Díjak
- Csillag a Hollywoodi Hírességek Sétányán (Hollywood Walk of Fame)

## Filmek
- Kay Starr az IMDb-n